# Commandes de vol (avion)

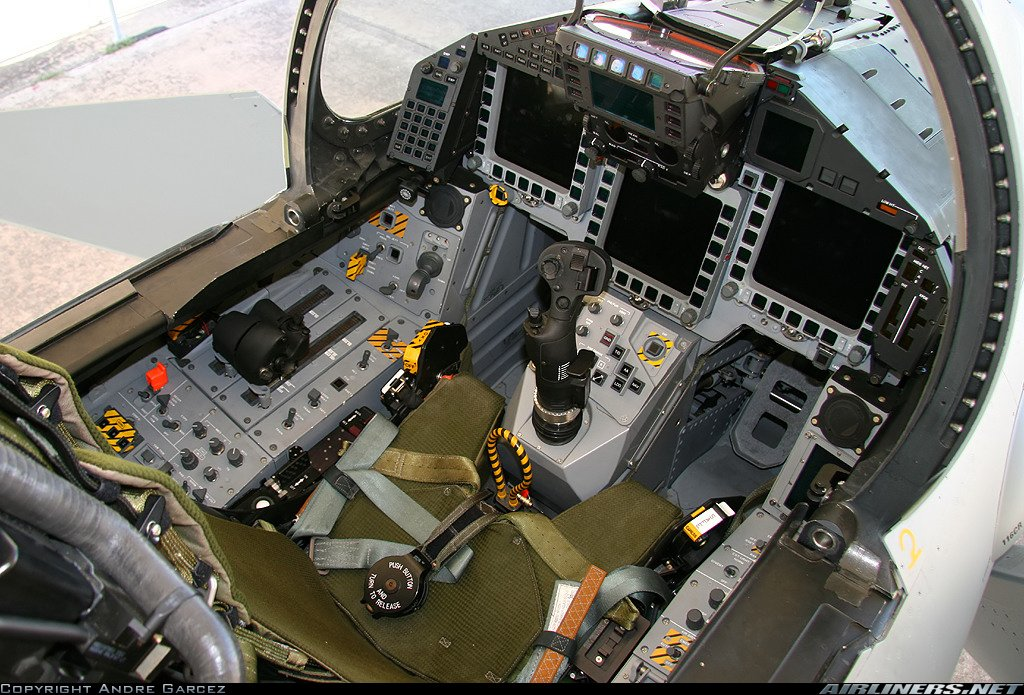
Commandes de vol d'un Eurofighter.

Les commandes de vol d'un avion englobent l'ensemble des dispositifs dans le poste de pilotage et les liaisons mécaniques, hydrauliques ou électriques qui permettent d'agir sur les gouvernes, et de contrôler ainsi l'altitude et la trajectoire de l'avion. Les manettes de commande des moteurs, la commande de la roulette avant ou arrière de l'avion, et les automatismes de pilotage présents sur certains avions, en font également partie.

Sur les premiers avions tels le monoplan Blériot VIII conçu en 1908 par Louis Blériot, et aujourd’hui encore sur les avions légers, les liaisons entre le manche, le palonnier, et les différentes gouvernes (ailerons, profondeur, direction) étaient réalisées à l’aide de tringles ou de câbles, et le pilote exerçait directement sa force sur les gouvernes. 

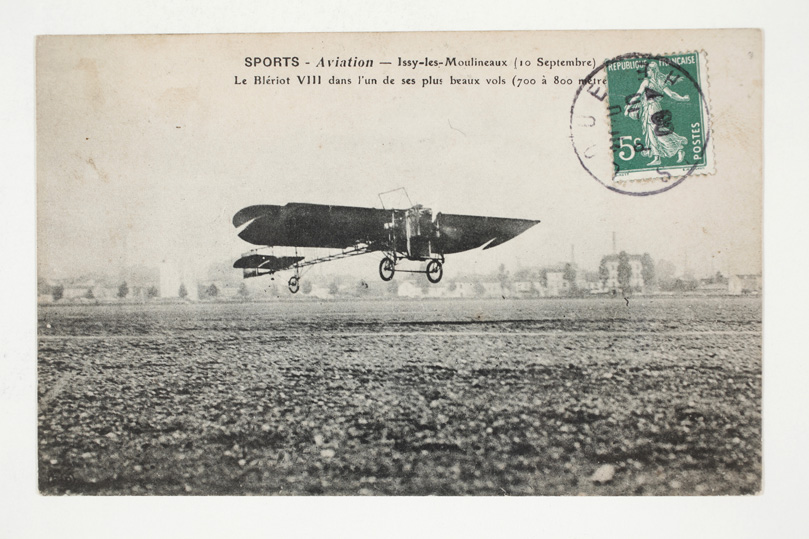
Blériot VIII à Issy-les-Moulineaux, le premier appareil doté des commandes de vol dans une configuration dite "classique".

L'augmentation de la masse et des performances des avions a amené à ajouter à ce système purement mécanique des dispositifs hydrauliques d'actionnement des gouvernes (vérins, servocommandes) permettant de limiter l'effort du pilote. Puis, ce sont les systèmes de transmission entre organes de pilotage (manche, palonnier) et gouvernes qui ont été modifiés pour inclure des calculateurs élaborant les ordres envoyés aux gouvernes : on parle alors de commandes de vol électriques. Celles-ci équipent les avions de ligne et avions militaires récents, ainsi que certains avions d'affaires.

## Commandes de pilotage

### Commandes primaires

Configuration typique des commandes de vol primaires d'un avion

Les commandes de pilotage primaires sont :
- un manche, de la forme d'un manche à balai, d'un volant ou d'un minimanche, qui agit :
  - sur les ailerons par un déplacement latéral droite-gauche ou par rotation, permettant le contrôle de l'avion autour de son axe de roulis,
  - sur la gouverne de profondeur par déplacement arrière-avant, permettant le contrôle de l'avion autour de son axe de tangage ;
- un palonnier qui agit sur la gouverne de direction (permettant le contrôle de l'avion autour de son axe de lacet), et parfois sur la roulette avant ou arrière de l'avion ;
- une manette des gaz qui agit sur la puissance du moteur.

Le manche est généralement articulé au plancher du poste de pilotage et il est possible de le manœuvrer dans toutes les directions. Le volant ou le guidon est utilisé en rotation et tiré-poussé ; il est le plus souvent monté sur une colonne, éventuellement déportée sur le côté ou derrière la planche de bord pour dégager l'accès au siège.
Les commandes sont généralement dédoublées, afin de permettre au pilote et au copilote (ou à l'élève pilote et à l'instructeur) d'y accéder.
La disposition la plus commune des commandes de vol a été initiée par les pionniers de l'aviation comme Robert Esnault-Pelterie et utilisée par Louis Blériot sur son monoplan Blériot VIII en avril 1908 puis sur le Blériot XI en juillet 1909 pour la traversée de la Manche. Cette disposition reste utilisée même lorsqu'un avion utilise des gouvernes non conventionnelles (empennage en V, par exemple) afin d'éviter tout risque de confusion.

### Commandes secondaires
Pour les phases de décollage et d'atterrissage, il est généralement nécessaire de modifier la configuration aérodynamique de la voilure, et donc sa portance et sa traînée. Cela est lié au fait que les vitesses de croisière, pour lesquelles les avions sont généralement optimisés, sont très différentes des vitesses de décollage et d'atterrissage (rapport 2 sur un avion léger, et typiquement 4 sur les avions de ligne ou les avions militaires de combat). 

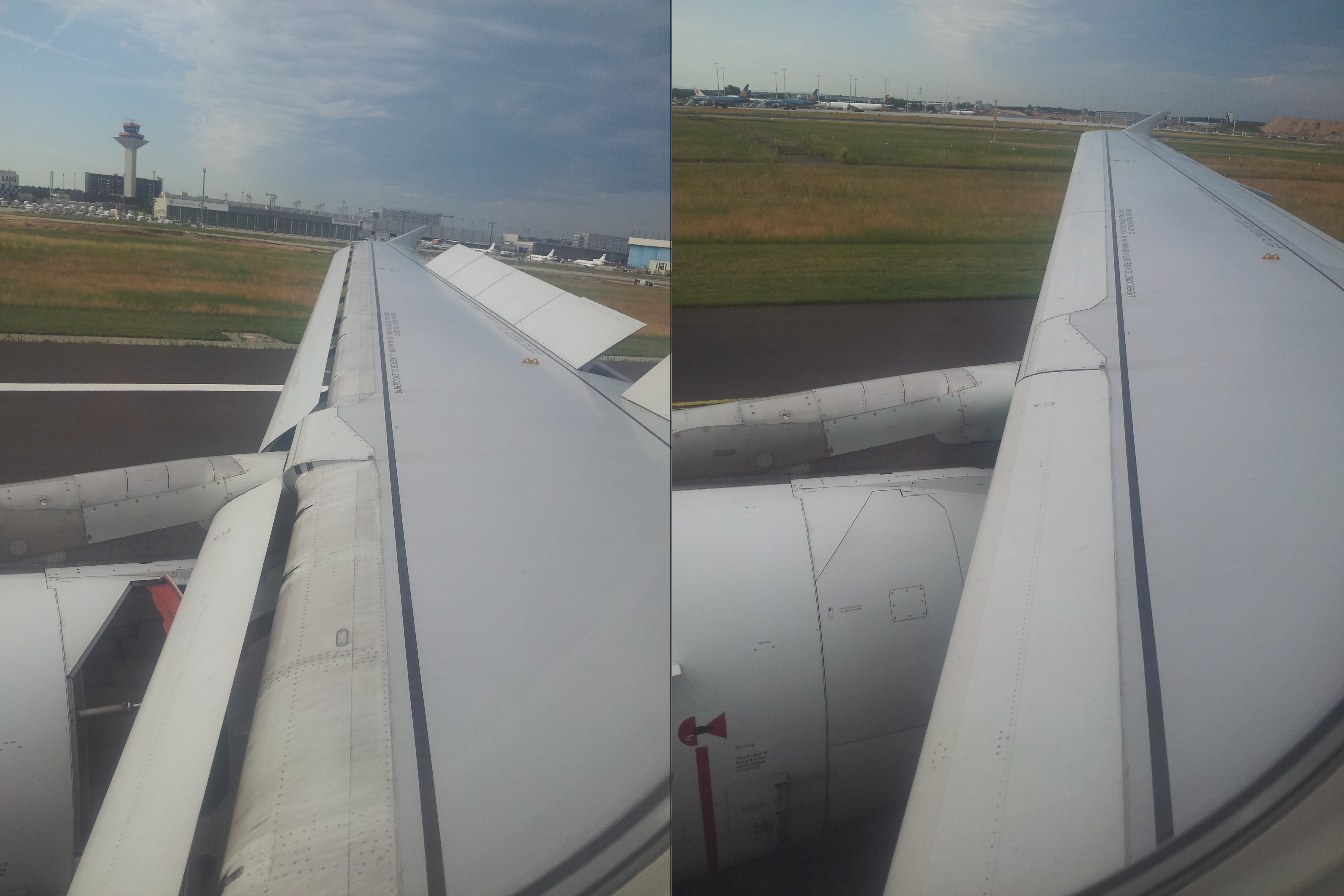
Becs et aérofreins déployés sur un A319 à l'atterrissage.

Cette modification aérodynamique est effectuée en braquant, par l'intermédiaire de leviers, des surfaces dédiées :
- becs de bord d'attaque ;
- aérofreins, spoilers ;
- volets hypersustentateurs.

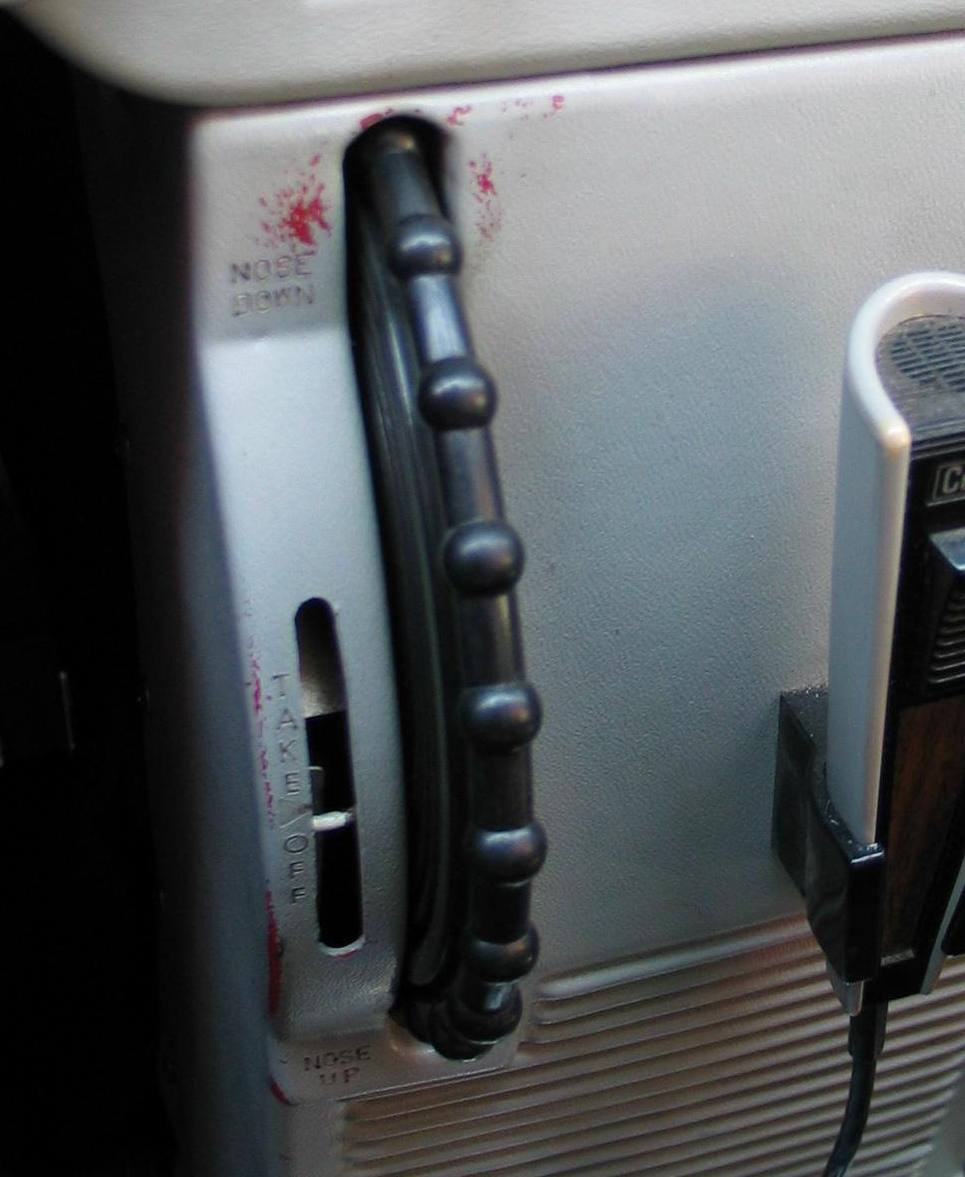
Roulette de commande du compensateur de profondeur sur un Cessna 172.

Les compensateurs (ou trims) permettent d'alléger la charge du pilote en lui permettant de régler l'attitude de l'avion en fonction des variations de position du centre de gravité (charge utile, consommation de carburant) ou pour maintenir l'avion en montée ou descente pendant une durée notable. Le compensateur de profondeur est relativement commun, y compris sur avion léger, les compensateurs d'ailerons et de gouvernes de direction sont utilisés sur les avions plus importants. Les compensateurs sont le plus souvent commandés par une roulette.

### Gouvernes combinées
Les commandes de vol électriques et numériques permettent sur certains avions d'utiliser une même gouverne pour plusieurs fonctions. Par exemple :
- des flaperons (contraction de flap - volet - et aileron), équipent certains avions comme les Boeing 747, 767, 777 et 787 et le Dassault Falcon 6X ;
- le Rafale de Dassault Aviation est équipé d'élevons, qui remplacent les ailerons et la gouverne de profondeur.

## Systèmes de commandes de vol

### Mécaniques

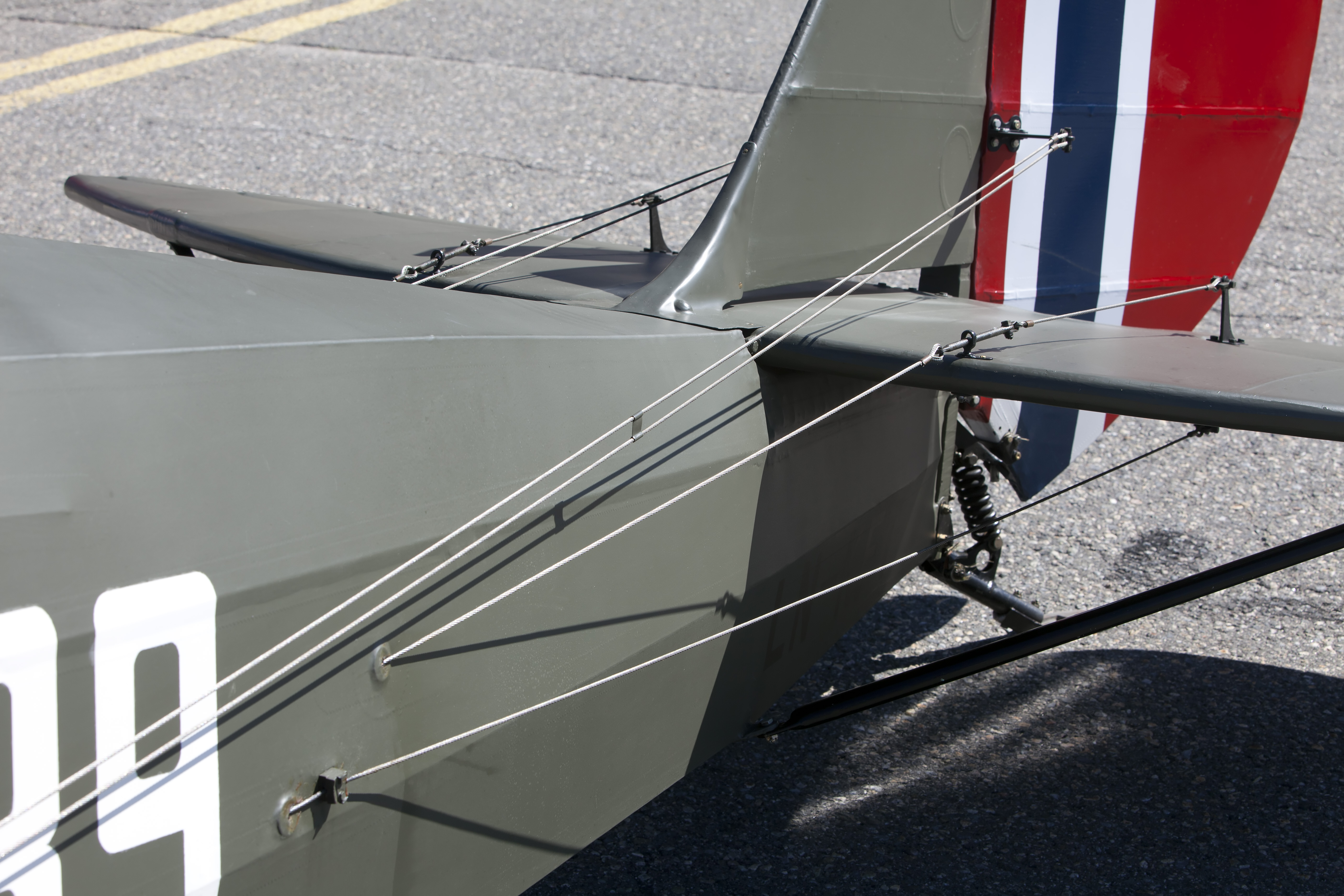
Câbles de liaison avec les gouvernes de lacet et tangage sur un deHavilland DH 82A Tiger Moth. Contrairement à la plupart des avions les câbles et leviers sont à l'extérieur du fuselage et des voilures et particulièrement visibles.

La liaison mécanique entre les organes de pilotage et les gouvernes est la méthode de base utilisée sur avion. Le pilote ressent directement les forces aérodynamiques appliquées sur les gouvernes. Le déplacement des commandes est transmis aux gouvernes par l'intermédiaire de câbles sur poulies agissant sur des leviers, et tendus par des fourreaux à vis.
L'augmentation de la taille et de la vitesse de certains avions a entraîné un accroissement des efforts à exercer sur les commandes. Avant l'introduction des commandes de vol à assistance hydraulique, diverses solutions mécaniques ont été développées, comme l'utilisation d'engrenages sur un avion tel que le Fokker 50.

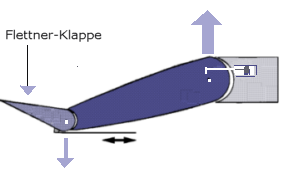
Le compensateur aérodynamique diminue l'effort nécessaire pour déplacer la gouverne.

Une autre solution est l'utilisation de volet Flettner (de) ou compensateur aérodynamique, petite surface mobile articulée autour du bord de fuite d'une gouverne et visant à limiter les efforts aérodynamiques sur celle-ci. 

### A assistance hydraulique
Peu à peu, les efforts à fournir par le pilote pour manœuvrer le manche et le palonnier en contrant les efforts aérodynamiques sont devenus trop importants. L'étape suivante a consisté à assister le pilotage avec des systèmes hydrauliques. 
Un système de commandes de vol à assistance hydraulique se compose de deux parties :
- un système mécanique semblable au précédent qui va agir sur les vannes du système hydraulique ;

- le système hydraulique composé de réservoirs, pompes, tuyaux, vannes et actionneurs (servocommandes). La pression générée par les pompes est convertie en mouvement par les actionneurs et commandée par les vannes.

Une action du pilote sur les commandes entraîne l'ouverture de la servo-valve correspondante. Le déplacement de la gouverne est contrôlé et referme la servo-valve lorsque le déplacement voulu est atteint.

#### Restitution des efforts
Avec les systèmes de commande purement mécaniques, le pilote ressent directement les efforts exercés sur les gouvernes. Les systèmes d'assistance et, a fortiori, les systèmes entièrement hydrauliques ne permettent pas au pilote d'apprécier les forces aérodynamiques subies par la gouverne. Afin d'éviter que le pilote donne des ordres excessifs pouvant entraîner des dommages aux gouvernes, les constructeurs ont développé des systèmes de restitution d'effort simulant l'accroissement des efforts sur les commandes en fonction de la vitesse.

#### Vibreur de manche
Avec les systèmes mécaniques, le pilote peut prendre conscience du risque de décrochage. Les avions équipés de systèmes hydrauliques disposent parfois d'un vibreur de manche qui avertit le pilote de ce danger.

### Électriques
Sur un avion équipé de commandes de vol électriques (fly-by-wire), les positions des organes de pilotage (manche, etc.) sont converties en signaux électriques, et envoyées vers des calculateurs qui reçoivent également des données provenant de capteurs de l'avion (centrales à inertie, sondes Pitot, etc.). Grâce à ces entrées, les calculateurs du système de commandes de vol élaborent des ordres qu'ils envoient à chaque actionneur de gouverne. 

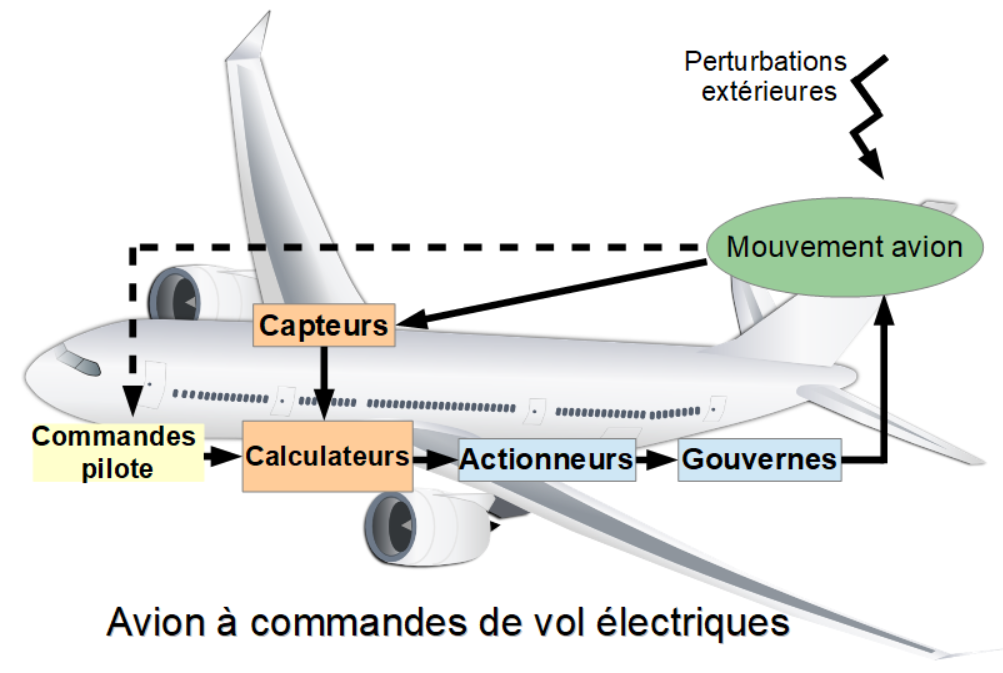
Principe des commandes de vol électriques.

Le système de câbles et de tringlerie entre organes de pilotage et gouvernes est supprimé, permettant un allègement de l'avion. Par ailleurs, les calculateurs de commandes de vol permettent de réaliser certaines fonctionnalités qui se superposent à l'ordre du pilote : stabilisation automatique de l'avion, protection du domaine de vol, gestion automatique des gouvernes secondaires et des compensateurs, etc.
Sur un avion équipé de commandes de vol électriques, les actionneurs des gouvernes peuvent être soit à puissance hydraulique (cela reste généralement le cas généralement pour les gouvernes primaires), soit à puissance électrique.
Parmi les avions civils, les avions Airbus à partir de l'A320, les Boeing les plus récents, ainsi que certains avions d'affaires (notamment les Dassault Falcon 7X, 8X et 6X), sont équipés d'un système de commandes de vol électriques.

### Commandes de vol
- Pilotage d'un avion
- Manche
- Conjugaison des commandes
- Mains sur manche et manette
- Mini-manche
- Palonnier
- Pilote automatique
- Les commandes de vol de l'hélicoptère
- Commandes de vol électriques

### Gouvernes

#### Principales
- Gouverne
- Aileron
- Élévateur

#### Secondaires
- Aileron haute-vitesse
- Compensateur
- Elevon
- Dispositif hypersustentateur
- Extension du bord d'attaque
- Aérofrein
- Spoiler

#### Systèmes
- Servocommande